# Часовня Александра Невского (Барнаул)
Часо́вня Алекса́ндра Не́вского — православная часовня в Барнауле. Освящена во имя великого князя и воителя — Александра Ярославича Невского.

## История

### Постройка часовни
Часовня была заложена на Московском проспекте в 1868 году в память спасения от покушения на императора Александра II во время его пребывания в Париже. В 1872 году работы по её сооружению были завершены, а сама часовня — освящена. Она стояла напротив пожарного депо посередине бульвара. Во время благоустройства проспекта, вокруг культового сооружения была возведена ограда и выкрашена крыша в шахматном порядке.
Согласно снимков из фондов Алтайского государственного краеведческого музея в северо-западной части часовни находилась икона святого Александра Невского, а в юго-западной — святителя Николая Чудотворца.
12 июля 1908 года по обращению настоятельницы Барнаульского Богородице-Казанского женского монастыря городская дума постановила предоставить Александро-Невскую часовню Барнаульскому Богородице-Казанскому женскому монастырю во временное ведение.

### Разрушение
Судьба часовни в советский период похожа на судьбу других церковных строений Барнаула. На карте 1923 года часовня помечена ещё как действующая. А начиная с 1930-х годов здание исчезло из всех документов. С часовни сняли купол и крест, помещение приспособили под бытовые нужды — вплоть до начала 1950-х годов в ней размещалась водопроводная колонка.
21 декабря 1951 года вышел приказ Управления по делам архитектуры при Совмине РСФСР № 233 «По проекту детальной планировки и застройки проспекта Ленина в Барнауле», в пункте 9 которого предусмотрен постепенный снос 1-2-этажных ветхих каменных зданий, и часовня была снесена.

### Восстановление
В 2002 году были начаты проектные работы по воссозданию часовни Александра Невского как памятника архитектуры. Проект реконструкции часовни был разработан в мастерской барнаульского архитектора Александра Деринга по старинным фотографиям. Своё благословение на проекте оставил Патриарх Московский и всея Руси Алексий II. Росписью часовни занимался барнаульский иконописец Игорь Углев. Особенность росписи в том, что кроме Александра Невского и других святых воителей России здесь изображены и алтайские святые, которых Христианская церковь канонизировала в 2000 году.
12 сентября 2006 года в Барнауле в день памяти святого князя Александра Невского и его сына Даниила Московского состоялся молебен, который совершил епископ Барнаульский и Алтайский Максим в честь открытия часовни. Открыл мероприятие инициатор строительства и ктитор часовни Юрий Нижегородцев.